# This Is War (bài hát)
"This Is War" là bài hát của ban nhạc rock Mỹ Thirty Seconds to Mars, từ album phòng thu thứ ba của họ This Is War. Được viết bởi giọng ca chính Jared Leto, bài hát đã được phát hành như đĩa đơn thứ hai từ album trên đài phát thanh Mỹ vào ngày 08 Tháng 3 năm 2010, và physical single được phát hành vào ngày 26 tháng 3 năm 2010.

## Music video
MV được quay vào ngày 07 Tháng Tư 2010. Một teaser dài 30 giây được phát hành và video âm nhạc đã được chẩn bị để ra mắt vào tháng 6 năm 2010. Tuy nhiên, nó đã bị trì hoãn. Bộ phim có 30 Seconds to Mars như người lính Mỹ đến Afghanistan. Video được cho là bị rò rỉ trên 01 Tháng Tư 2011. Để đáp ứng sự rò rỉ, ban nhạc tuyên bố rằng họ sẽ phát hành video dài đầy đủ sớm. Vào ngày 06 Tháng 4 năm 2011, gần một năm sau khi đoạn video được quay, nó cuối cùng đã được phát hành. Nó cho thấy ban nhạc ăn mặc như lính Mỹ tuần tra các sa mạc trong một chiếc xe Humvee bọc thép trong khi hiển thị các cảnh chiến tranh và lãnh đạo trong khi một số đơn vị chưa biết quan sát họ và hành động của họ. Gần cuối của video, các phương tiện quân sự khác nhau (chiếc Humvee, xe tăng, máy bay chiến đấu, máy bay trực thăng, tàu chiến) đang bay dường như không thể kiểm soát trên họ, dồn về một đống. Chiếc Humvee cũng bị hút vào đó. Máy quay cho thấy một đống hình thành từ xa, nó được tiết lộ rằng tạo thành một kim tự tháp khổng lồ, lơ lửng trên sa mạc. Video được đạo diễn bởi Edouard Salier. Nó đã giành được video của năm trên MSN Latinoamérica.

## Lịch sử phát hành
| Region         | Date                     | Label            |
| -------------- | ------------------------ | ---------------- |
| Austria        | ngày 26 tháng 3 năm 2010 | EMI Music        |
| Italy          | ngày 26 tháng 3 năm 2010 | EMI Music/Virgin |
| Germany        | ngày 26 tháng 3 năm 2010 | EMI Music        |
| Switzerland    | ngày 26 tháng 3 năm 2010 | EMI Music        |
| United Kingdom | ngày 28 tháng 3 năm 2010 | EMI Music/Virgin |
| United States  | ngày 28 tháng 3 năm 2010 | EMI Music/Virgin |

## Bảng xếp hạng
| Chart (2009)                              | Peak position |
| ----------------------------------------- | ------------- |
| Canadian Hot 100                          | 67            |
| UK Singles Chart                          | 120           |
| U.S. Billboard Hot Digital Songs          | 33            |
| U.S. Billboard Hot 100                    | 72            |
| Chart (2010)                              | Peak position |
| Austrian Singles Chart                    | 73            |
| Dutch Tipparade                           | 15            |
| German Singles Chart                      | 79            |
| UK Singles Chart                          | 51            |
| U.S. Billboard Rock Songs                 | 4             |
| U.S. Billboard Hot Mainstream Rock Tracks | 30            |
| U.S. Billboard Alternative Songs          | 1             |